# Barbers Point Housing
Barbers Point Housing es un lugar designado por el censo ubicado en el condado de Honolulu en el estado estadounidense de Hawái. En el año 2000 tenía una población de 67 habitantes y una densidad poblacional de 95.7 personas por km².

## Geografía
Barbers Point Housing se encuentra ubicado en las coordenadas 21°19′28″N 158°4′59″O / 21.32444, -158.08306. Según la Oficina del Censo, la localidad tiene un área total de 0,7 km² (0,3 mi²), de la cual 0,7 km² (0,3 mi²) es tierra y 0 km² (0 mi²) (0%) es agua.

## Demografía
Según la Oficina del Censo en 2000 los ingresos medios por hogar en la localidad eran de $65.625. Los hombres tenían unos ingresos medios de $49.531 frente a los $0 para las mujeres. La renta per cápita para la localidad era de $21.083. El 0.0% de la población estaba por debajo del umbral de pobreza.

## Historia
En octubre de 1795, durante un viaje comercial a China, el barco Arthur llegó a Hawái dirigido por el capitán Henry Barber. Zarpó hacia Kaua'i después de detenerse a buscar provisiones en Waikiki. Después de pasar la entrada a Pearl Harbor, el Arthur se hundió en un arrecife con un oleaje alto y fue completamente destruido. Seis miembros de la tripulación se ahogaron, pero Barber y los otros quince miembros de su tripulación llegaron a tierra en sus pequeñas embarcaciones. El punto donde ocurrió el naufragio se conoció a partir de entonces como Barbers Point.